# 新しさに訴える論証
新しさに訴える論証（あたらしさにうったえるろんしょう、Appeal to novelty）とは、論理的誤謬の一種であり、主題が現在または未来の流行もしくはファッションに適合しているので正しいと見做す論証。「新しいほうが良い」の場合論証になっていないと感じられても、同じことを「それは古いからダメだ」と論じると説得力が増す場合がある。「従来の方法は古くなった。新しいほうが正しい」という形式である。
新しさに訴える論証は、仮に伝統は導入時にはそれが正しいことが証明されていたにせよ、現在は状況が変わっているのだから、伝統の根拠は現在は妥当ではない、と主張する。大衆が従来の方法に飽きを感じている場合には、群集心理となり、あたかも感染するかのように拡大する。

## 例
- 「体重を減らしたいなら、最新式のダイエットを行うのが最善の選択だ。」
- 「この部門は再編されたばかりなので、より利益が大きくなるはずだ。」
- 「ちょんまげ頭を叩いてみれば　因循姑息の音がする　ざんぎり頭を叩いてみれば　文明開化の音がする」
- 「あなたの○○は、まだ△△ですか？」（○○には買わせたい商品、△△には一世代前の標準的機能が入る）
- 「○○の時代はもう終わった」「○○で済んでいた古き良き時代にはもう戻れない」

一般に、なぜ終わったか、なぜ戻れないかの論証と同時に持ち出されることはほとんどない。
- 「その消費者アンケートのデータは最新のものではない（古い）からダメだ。参考にならない。」

数十年前に取られたアンケートなら妥当性があるにせよ、数週間前に実施したものに対してこの論法を用いた場合には、この推論方法が妥当といえるかどうかわからないだろう。この場合「新しさに訴える論証」論法が常に正しい推論方法かどうかも分からない。「その選挙の審判は古いものだからあてにならない」。
- 「この消費者アンケートは最新のものだから正しい。」

「結果の正しさ」と「統計の新しさ」は無関係である。
- 「ここ最近、縞柄のシャツが流行ってきている。だからあなたも縞柄のシャツを着るべきである。」